# SEG CLIP

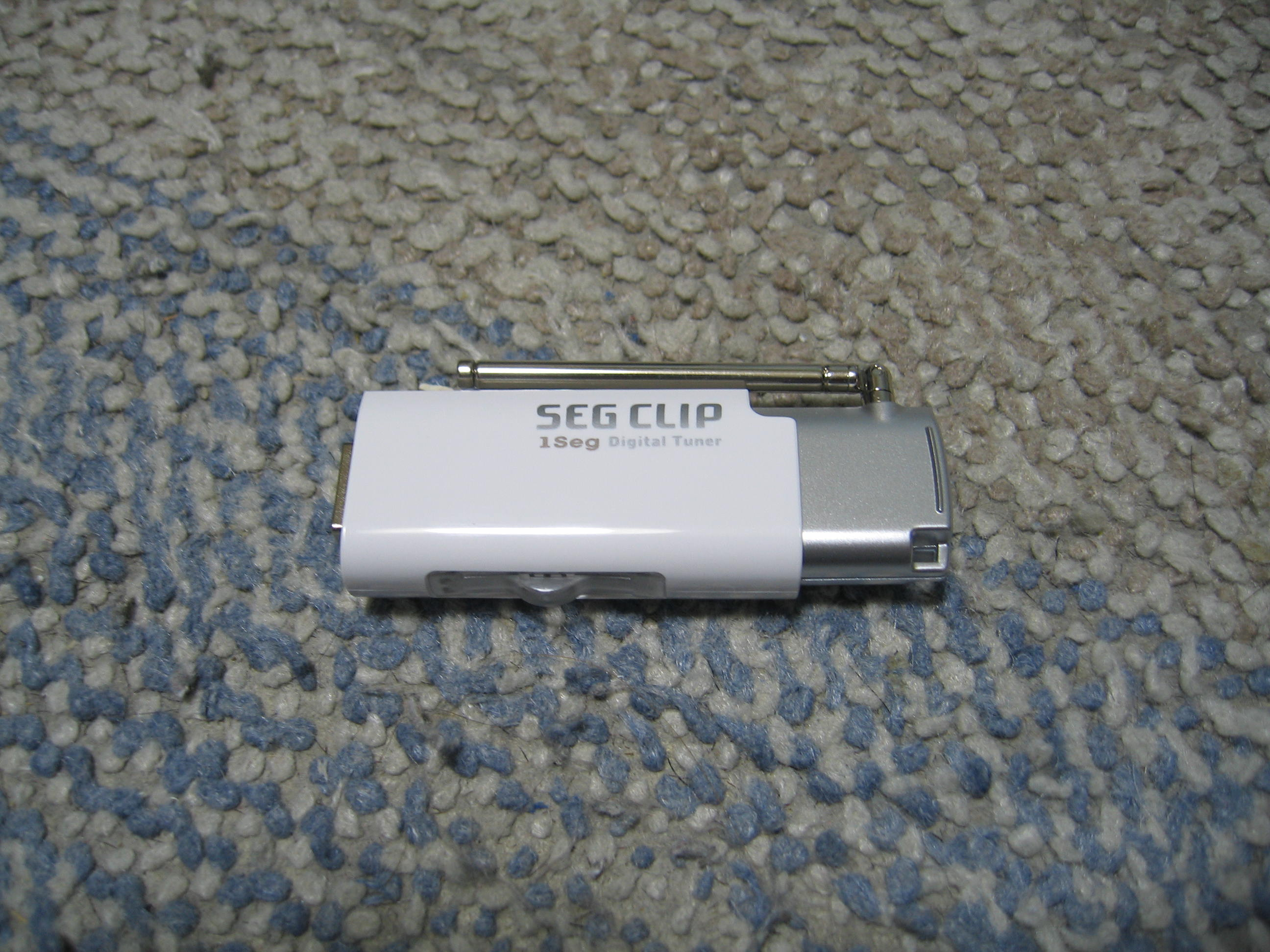
GV-SC200 USBコネクタを収納し、アンテナを畳んだ状態

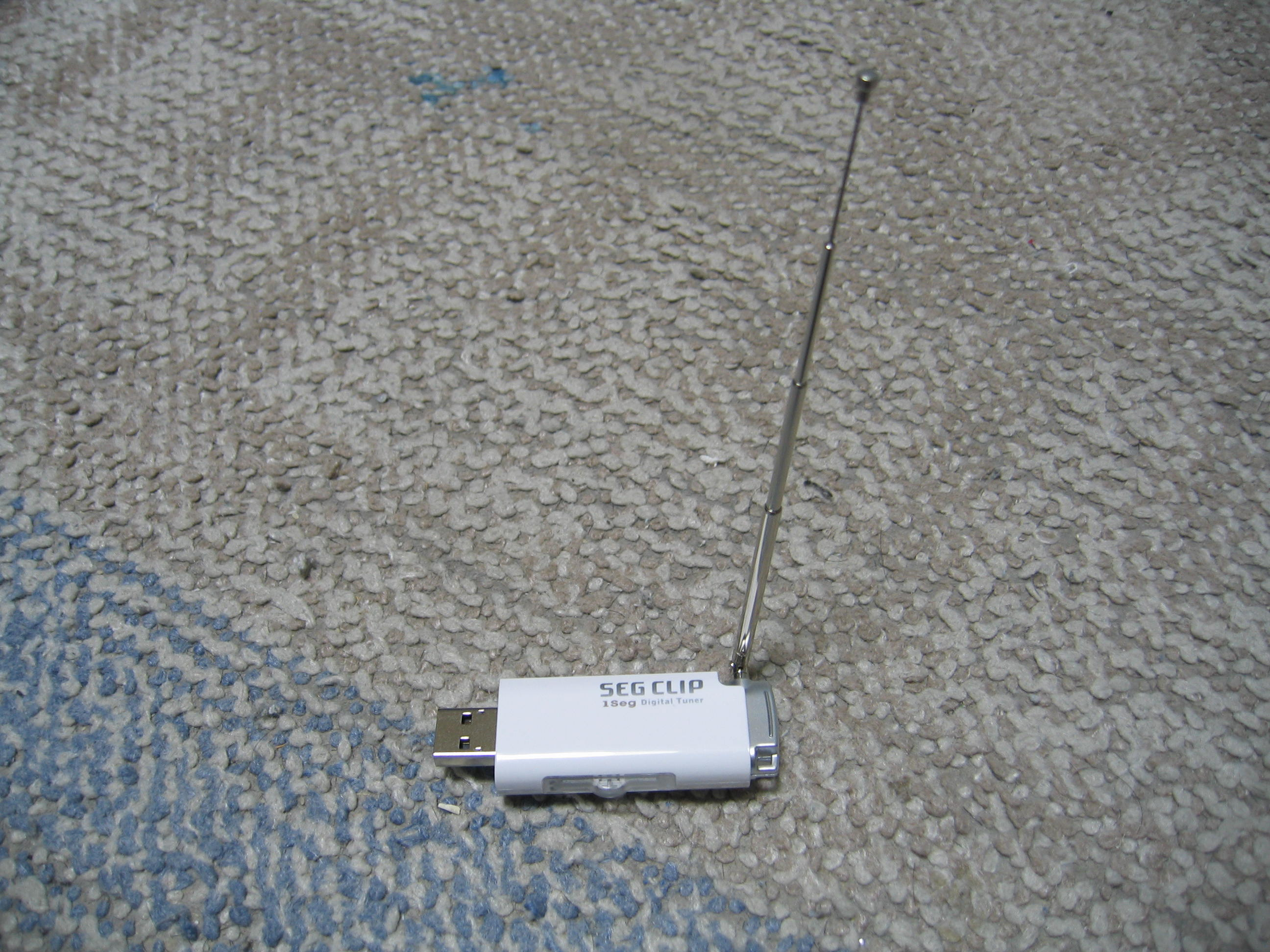
GV-SC200 USBコネクタを出し、アンテナを伸ばした状態

SEG CLIP（セグクリップ）は、アイ・オー・データ機器が製造・販売していたUSBメモリ程度の大きさで、USB接続のワンセグチューナーである。

## 製品

### 初代 (GV-1SG/USB)
USBコネクタはスライドする構造になっているので、キャップ等の紛失の心配が無い。
ノートパソコンの画面の縁部分に添付品のクリップによって固定する事が可能だった。

### 2代目（GV-SC200シリーズ）
先代の弱点であった受信感度の低さを補うべく、ブースター回路とノイズフィルタを2つ装備した。屋内での使用も視野に入れており、F型コネクタ変換アダプタと外部アンテナを用意した。先代と比べ、約25%本体が小型化された。外部アンテナの底には強力な磁石が埋め込まれており、スチール製の机等に固定が可能。
バリエーションは以下の通り。
GV-SC200
標準仕様
GV-SC200M
GV-SC200をベースに、Macintoshにも対応させたモデル。外箱のカラーが黒基調になっている。
GV-SC200L
GV-SC200からF型コネクタ変換アダプタと外部アンテナを省略し、販売価格を安価にしたモデル。

### 3代目（GV-SC300シリーズ）
SDメモリーカード（SD-Videoのワンセグ動画対応ケータイ）やPSPへのムーブに対応したモデル。フレーム補完機能を搭載し、本来15fpsで放送されているワンセグの映像を擬似的に30fpsで表示することが可能。
バリエーションは以下の通り。
GV-SC300
標準仕様
GV-SC300/SDM
著作権保護機能に対応したSDメモリーカードリーダーライター「USB2-SDMV」とのセット販売モデル。
GV-SC300 (CL)
アニメ「CLANNAD」とのコラボレーションモデル。メニュー画面やパッケージにCLANNADのキャラクターがあしらわれている。基本的な機能はベースモデルであるGV-SC300と変わらない。「TBS iShop」発売分には非売品ポスターが添付され、直販サイト販売分では購入者のうち150名が発売記念イベント（2008年7月27日開催）に招待された。ゲストはアイ・オー・データの地元金沢市出身で、「CLANNAD」には一ノ瀬ことみ役で出演した声優・能登麻美子。
GV-SC310
GV-SC300をベースに、iPhoneやiPod touchへのダビングを可能にしたもの。視聴ソフトのGUIはほぼ同一である。GV-SC300と比較すると、ロッドアンテナの色が銀から白に変更されたほか、USB端子が出し入れ式ではなくキャップを取りつける方式に変更されている。また、本体サイズも若干薄くなっている。

### 4代目（GV-SC400シリーズ）
GV-SC400
本体に4GBのメモリを搭載した新モデル。録画・視聴ソフトは本体内蔵メモリにインストールされているため、パソコンにソフトウェアをインストールする必要がない。従来機種と比べてコンパクトになったほか、視聴ソフトのGUIも一新されている。

## 諸問題
GV-SC300の不安定さとムーブ機能
販売当初より、録画不可能、高速起動時のフリーズなどの不安定な動作が確認されている。また、目玉機能であるPSPへのムーブ、携帯電話へのムーブの異常はドライバアップデートなどでも余り改善がみられることはなかった。

## GV-SC200画像ギャラリー

パッケージ表面
パッケージ裏面
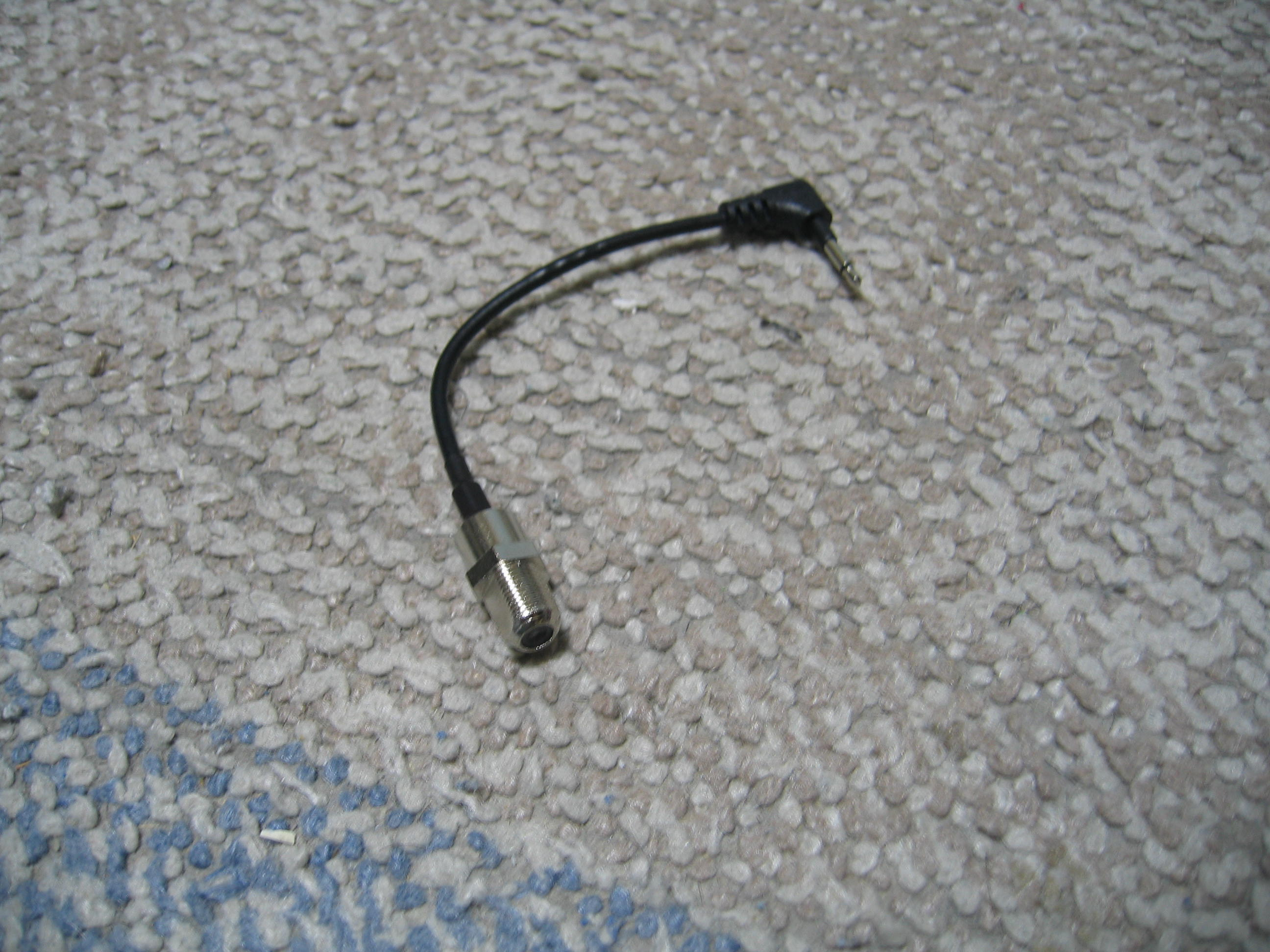
F型コネクタ変換アダプタ
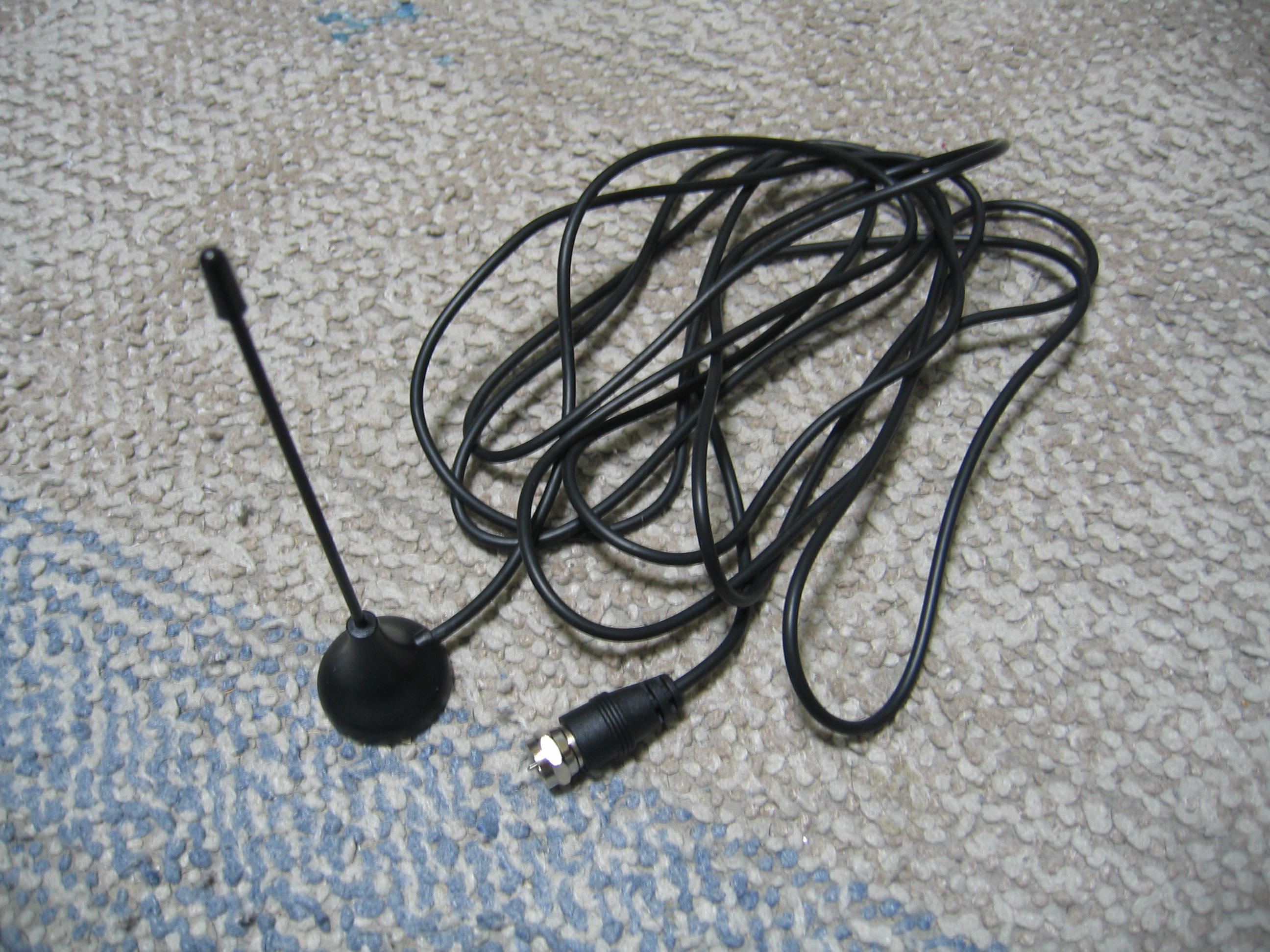
外部アンテナ